# Hippopsis femoralis
Hippopsis femoralis là một loài bọ cánh cứng trong họ Cerambycidae.